# Irmaj
Irmaj ókori hellenisztikus erődített település volt Illíria déli részén, a dasszaréták szállásterületén. Romjai ma Albánia középső részén, Gramsh község területén találhatóak, a Tomorr-hegység keleti oldalán, a Devoll folyótól kb. 6 kilométerre nyugati irányban.
Romjait 1960-ban tárták fel Frano Prendi és Dhimosten Budina irányításával. Feltehetően az i. e. 4. században települt be, a Devoll (korabeli nevén Hebrosz) völgyének egyik legjelentősebb illír települése volt. Falai és boltíves városkapuja hellenisztikus hatásról tanúskodnak, akárcsak az ásatásokról előkerült leletek, többek között voluták és szobrok. Ez utóbbiak közül kiemelkedik egy táncoló atléta bronzszobra az i. e. 3. századból, valamint egy későbbi, feltehetőleg már római kori bronzfej. Illíria i. e. 168-as római meghódítása után, a század második felében, a Via Egnatia építésének idejében még lakták a települést.
Egyes feltevések szerint Irmaj romjai Kodrionnal azonosíthatóak, amelyet a második római–makedón háború i. e. 200-as dasszarétiai hadjárata során foglaltak el a rómaiak.